# Jeff Petry
Jeffrey "Jeff" Petry, född 9 december 1987 i Ann Arbor, Michigan, är en amerikansk professionell ishockeyspelare som spelar för Montreal Canadiens i National Hockey League (NHL). Han har tidigare spelat på NHL-nivå för Edmonton Oilers och på lägre nivåer för Springfield Falcons och Oklahoma City Barons i American Hockey League (AHL), Michigan State Spartans (Michigan State University) i National Collegiate Athletic Association (NCAA) och Des Moines Buccaneers i United States Hockey League (USHL).
Petry draftades i andra rundan i 2006 års draft av Edmonton Oilers som 45:e spelare totalt.
Den 2 mars 2015 skickade Oilers iväg Petry till Canadiens i utbyte mot ett andra draftval och ett villkorat femte draftval i 2015 års draft.
Han representerade det amerikanska ishockeylandslaget i VM 2012 i Finland och Sverige. Laget slutade då på en sjunde plats.
Han är son till baseballspelaren och pitchern Dan Petry som vann World Series med Detroit Tigers 1984.

## Statistik
| 2004–2005   | St. Mary's Prep         |             | 23  | 2  | 8  | 10  | —   | 6  | 2 | 5  | 7  | —  |
| 2005–2006   | Des Moines Buccaneers   | USHL        | 48  | 1  | 14 | 15  | 68  | 11 | 2 | 5  | 7  | 8  |
| 2006–2007   | Des Moines Buccaneers   | USHL        | 55  | 18 | 27 | 45  | 71  | 8  | 0 | 6  | 6  | 10 |
| 2007–2008   | Michigan State Spartans | NCAA        | 42  | 3  | 21 | 24  | 28  | —  | — | —  | —  | —  |
| 2008–2009   | Michigan State Spartans | NCAA        | 38  | 2  | 12 | 14  | 32  | —  | — | —  | —  | —  |
| 2009–2010   | Michigan State Spartans | NCAA        | 38  | 4  | 25 | 29  | 26  | —  | — | —  | —  | —  |
|             | Springfield Falcons     | AHL         | 8   | 0  | 3  | 3   | 2   | —  | — | —  | —  | —  |
| 2010–2011   | Edmonton Oilers         | NHL         | 35  | 1  | 4  | 5   | 10  | —  | — | —  | —  | —  |
|             | Oklahoma City Barons    | AHL         | 41  | 7  | 17 | 24  | 18  | 6  | 0 | 1  | 1  | 4  |
| 2011–2012   | Edmonton Oilers         | NHL         | 73  | 2  | 23 | 25  | 26  | —  | — | —  | —  | —  |
|             | Oklahoma City Barons    | AHL         | 2   | 0  | 1  | 1   | 2   | —  | — | —  | —  | —  |
| 2012–2013   | Edmonton Oilers         | NHL         | 48  | 3  | 9  | 12  | 29  | —  | — | —  | —  | —  |
| 2013–2014   | Edmonton Oilers         | NHL         | 80  | 7  | 10 | 17  | 42  | —  | — | —  | —  | —  |
| 2014–2015   | Edmonton Oilers         | NHL         | 59  | 4  | 11 | 15  | 32  | —  | — | —  | —  | —  |
|             | Montreal Canadiens      | NHL         | 19  | 3  | 4  | 7   | 10  | 12 | 2 | 1  | 3  | 4  |
| 2015–2016   | Montreal Canadiens      | NHL         | 51  | 5  | 11 | 16  | 16  | —  | — | —  | —  | —  |
| 2016–2017   | Montreal Canadiens      | NHL         | 80  | 8  | 20 | 28  | 22  | 6  | 1 | 0  | 1  | 2  |
| 2017–2018   | Montreal Canadiens      | NHL         | 5   | 1  | 0  | 1   | 2   | —  | — | —  | —  | —  |
| NHL totalt  | NHL totalt              | NHL totalt  | 450 | 34 | 92 | 126 | 189 | —  | — | —  | —  | —  |
| AHL totalt  | AHL totalt              | AHL totalt  | 51  | 7  | 21 | 28  | 22  | 6  | 0 | 1  | 1  | 4  |
| NCAA totalt | NCAA totalt             | NCAA totalt | 118 | 9  | 58 | 67  | 86  | —  | — | —  | —  | —  |
| USHL totalt | USHL totalt             | USHL totalt | 103 | 19 | 41 | 60  | 139 | 19 | 2 | 11 | 13 | 18 |